# 더 킹 오브 엠파이어
《더 킹 오브 엠파이어》(덴마크어: Skammerens Datter)는 2015년 덴마크의 판타지 모험 영화이다. 레네 카베르뵐의 동명 설화집을 기반으로 하였다.

## 출연

### 주연
- 레베카 에밀리 사트룹
- 제이콥 오프테브로

### 조연
- 피터 플로그보르그
- 마리아 보네비
- 소렌 맬링
- 로라 브로
- 요한 G. 요한슨
- 매즈 리좀
- 로랜드 몰러
- 라도 해드직